# فوندا لي
فوندا لي (بالإنجليزية: Fonda Lee)‏ (10 مارس 1979، كالغاري في كندا)؛ روائية كندية.